# Labus
Labus (лат.) — род одиночных ос из семейства Vespidae (Eumeninae). Более 10 видов.

## Распространение
Юго-Восточная Азия.

## Описание
Мелкие чёрные осы с жёлтыми отметинами и с тонким длинным стебельком брюшка (петиоль). Длина от 6 дом 8 мм.
От близких родов отличается следующими признаками: самка с ямкой перед средним оцеллием; метанотум однозубчатый мезиально; метасомальный петиоль резко вздут апикально; тегула сзади не превышает паратегулу; передняя поверхность пронотума гладкая. Род был впервые описан в 1867 году швейцарским энтомологом Анри де Соссюром.
- Labus angularis Vecht, 1935
- Labus armatus (Cameron, 1900)
- Labus bekilyensis Giordani Soika, 1941
- Labus clypeatus Vecht, 1935
- Labus crassinoda (Cameron, 1910)
- Labus humbertianus Saussure, 1867
- Labus lofuensis Giordani Soika, 1973
- Labus madecassus Schulthess, 1907
- Labus maindroni Buysson, 1906
- Labus philippinensis Giordani Soika, 1968
- Labus postpetiolatus Gusenleitner, 1988
- Labus pusillus Vecht, 1963
- Labus rufomaculatus Vecht, 1963
- Labus spiniger de Saussure, 1867
- Labus sumatrensis Giordani Soika, 1991
- Labus vandervechti Giordani Soika, 1960